# Versteinerter Wald

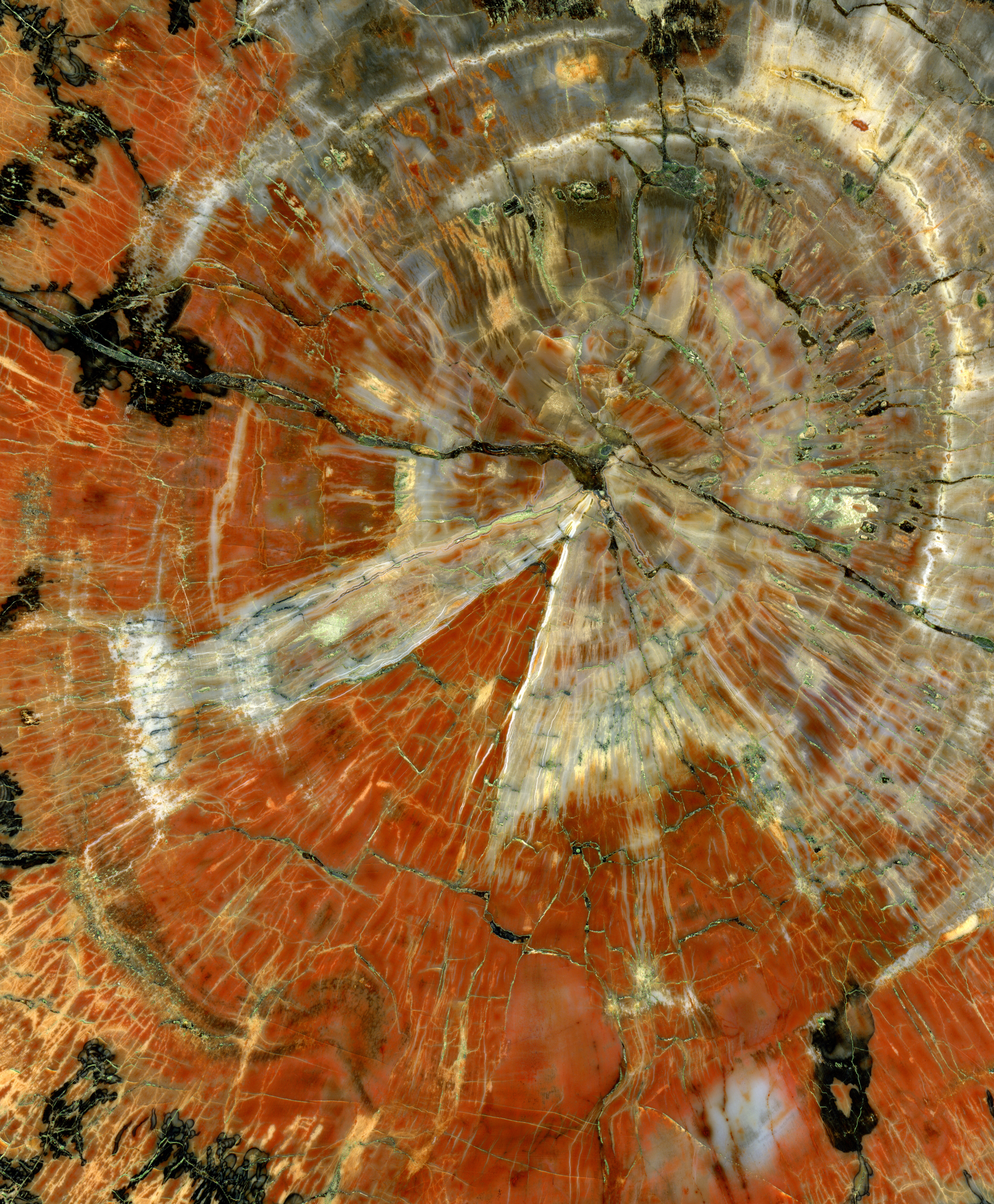
Polierte Baumscheibe eines versteinerten Baums aus Arizona. Bei Vergrößerung des Bildes werden offengelegte Gänge und Höhlen von Lebewesen sichtbar, die vor etwa 230 Millionen Jahren während der späten Trias im Inneren dieses Baumstamms gelebt haben.

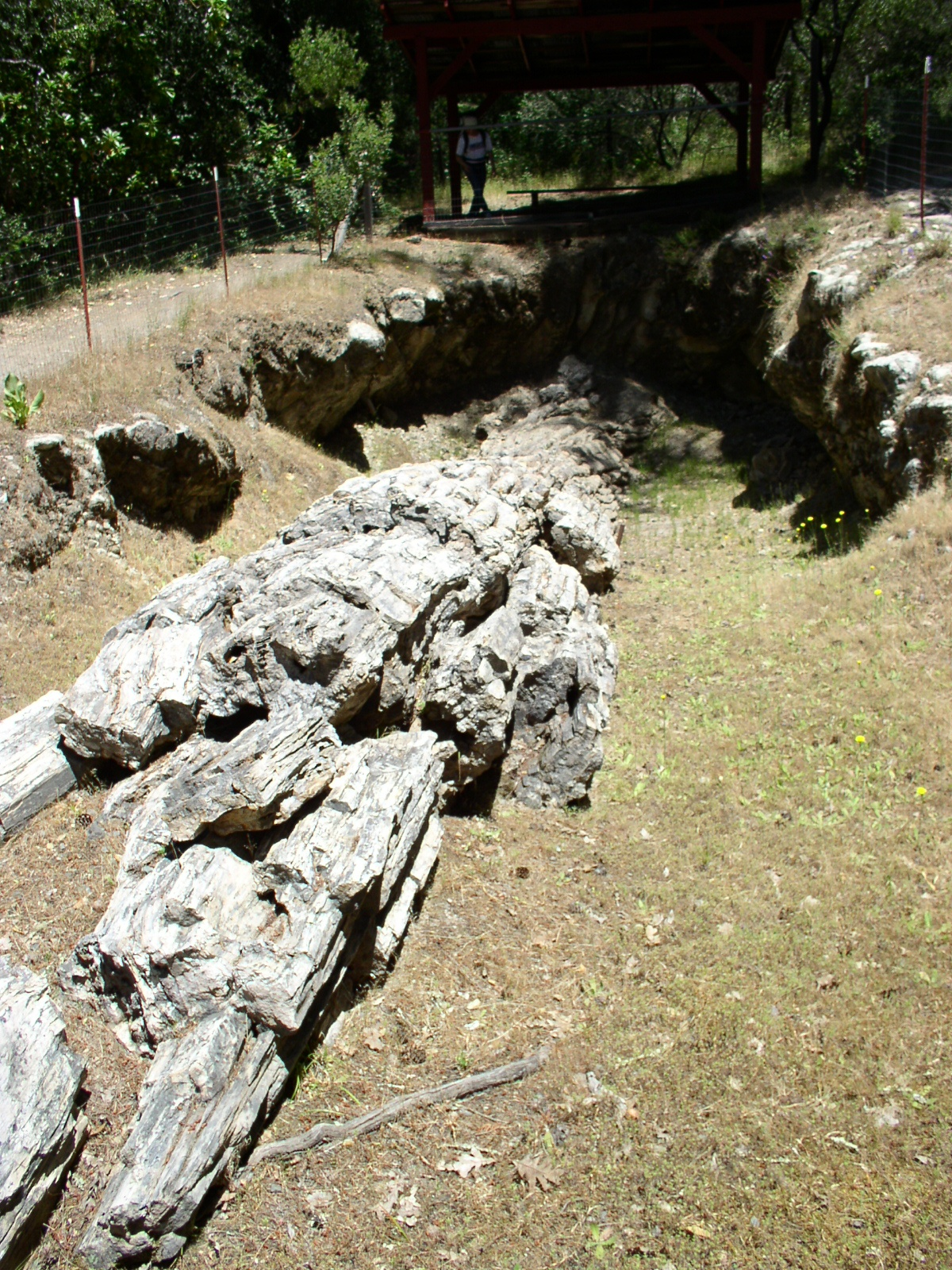
Versteinerter Wald bei Calistoga, Kalifornien

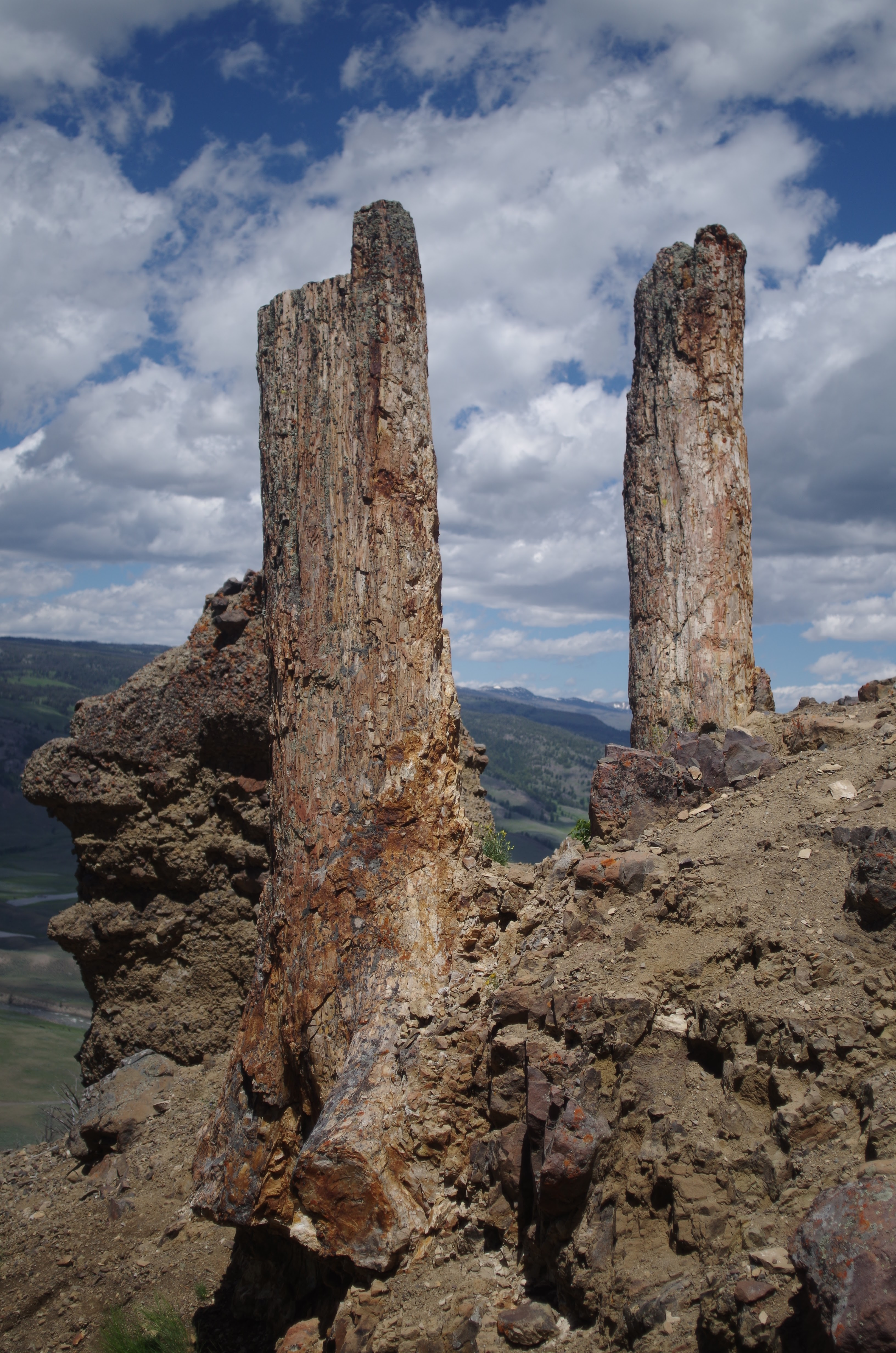
Versteinerte Baumstämme im Yellowstone-Nationalpark

Ein versteinerter Wald ist ein fossiler Wald, dessen Bestandteile durch den Prozess der Verkieselung (Einbau von Kieselsäuren) umgebaut wurden und so erhalten blieben. Einzelne Teile von fossilem Holz werden als Dendrolith oder versteinertes Holz bzw. versteinerter Baum bezeichnet. Entsprechende Objekte zeigen oft eine so deutliche Struktur, dass man mit Hilfe eines Mikroskops die Pflanzenart erkennen kann. Nadelholzgewächse und Farne sind sehr häufig unter ihnen vertreten.
Im Gegensatz dazu sind die Bestandteile eines mumifizierten Walds nicht versteinert. Sie sind, da ihre hölzernen Zellstrukturen nicht verkieselt sind, sondern erhalten blieben, noch brennbar.

## Vorkommen
- Ägypten: Versteinerter Wald bei Maadi
- Argentinien: Parque nacional Bosques Petrificados de Jaramillo[1]
- Ecuador: Versteinerter Wald bei Puyango[2]
- Deutschland: Versteinerter Wald bei Chemnitz
- Griechenland: Versteinerter Wald zwischen Sigri und Antissa auf der Insel Lesbos
- Italien: Versteinerter Wald bei Dunarobba in Avigliano Umbro
- Namibia: Versteinerter Wald in der Region Kunene
- Neuseeland: Versteinerter Wald an der Curio Bay
- Österreich: Versteinerter Wald Laas (Gemeinde Kötschach-Mauthen)[3][4]
- Sudan: Versteinerter Wald bei el-Kurru[5]
- Thailand: Versteinerter Wald in Amphoe Ban Tak, Provinz Tak
- USA: Petrified-Forest-Nationalpark bei Flagstaff (Arizona)
- USA: Versteinerter Wald bei Calistoga (Kalifornien)
- USA: Versteinerter Wald im Yellowstone-Nationalpark (Wyoming)
- Vereinigtes Königreich: Versteinerter Wald in Südwestengland (ältester bekannter versteinerter Wald, mindestens 386 Millionen Jahre[6])

## Strukturen
Versteinertes Holz kann in drei verschiedenen Strukturen auftreten:
- Jaspis mit dichter, feinkörniger Struktur
- Chalcedon mit faseriger Struktur
- Opal mit amorpher Struktur

## Entstehung
Lange bereitete es große Probleme, die Genese versteinerter Wälder chemisch detailliert zu verstehen. Das mit Abstand wichtigste Versteinerungsmittel für fossile Hölzer ist Siliciumdioxid SiO2 (umgangssprachlich: „Kieselsäure“). Durch dieses Fossilisationsmittel können Feinheiten der Holzstruktur erstaunlich exakt konserviert sein. Andere Materialien (Minerale), die sporadisch gelegentlich in fossilem Holz auftauchen, sind zur Gefügeerhaltung weit weniger geeignet. Für das Verständnis der Entstehung versteinerter Wälder zentral ist daher die Genese von Kieselhölzern.
Unstrittig ist heute die erste Bedingung der Kieselholz-Genese: Das urzeitliche Holz muss durch einen rasch ablaufenden geologischen Prozess vor der Verrottung bewahrt worden sein. Wichtig ist der schnelle Schutz vor Sauerstoff sowie vor Angriffen aus der Biosphäre. Optimal ist hierzu eine rasche Bedeckung des Holzes mit vulkanischer Asche (Einbettung in Tuffe), vulkanischen Schlammströmen oder ähnlichem. In günstigen Fällen kommt auch eine schnelle Bedeckung mit Sediment in Frage.
Die Prozesse, die nach dem Einbetten des Holzes in eine solch schützende geologische Matrix ablaufen und Holz zu Kieselholz umbilden, schienen hingegen lange rätselhaft. Schwer zu beantworten war die Frage, wie es mit den SiO2-Löslichkeiten in Wasser genau steht. In einem 1920 publizierten Buch des berühmten Chemikers Henry Le Chatelier etwa ist zu lesen, dass „die Kieselsäure nicht als wasserlöslich, sondern als absolut unlöslich zu betrachten ist“. Später wurde klar, dass SiO2 sehr wohl eine echte Löslichkeit besitzt. Über die quantitativen Verhältnisse und pH-Abhängigkeiten hierbei findet man aber noch 1950 selbst bei führenden Geochemikern (z. B. bei Carl Wilhelm Correns) stark fehlerhafte Angaben. Ein empirisch abgesichertes und reproduzierbares Wissen über die Löslichkeiten von SiO2 in Wasser stellte sich erst einige Jahre später nach und nach ein. Nun erst hatte man überhaupt eine Chance, eine chemisch gut begründbare Kieselholz-Entstehungstheorie zu entwickeln.
Auch in dieser Zeit wurden allerdings noch Wege beschritten, die nicht zum Erfolg führten. So hielt sich z. B. hartnäckig die Behauptung, das Holz würde, wenn auch langsam, in seiner geologischen Matrix chemisch zerfallen und dabei Stoffe freisetzen, die die Zusammensetzung der Porenlösungen in der Nähe des eingebetteten Holzes verändern. Diese Änderung sollte, so die Vorstellung, zu einer SiO2-Fällung beim Holz führen. Allgemein bekannt ist so etwas aus chemischen Schulexperimenten: Wenn man zwei miteinander reaktionsfähige Lösungen zusammenschüttet, kommt es oftmals zur Ausfällung einer festen Substanz. Wäre solch eine Kieselholz-Theorie zutreffend, müsste man im Gelände oft fossile Hölzer finden, um die sich ein Saum von SiO2, eine Art Kieselmantel, gebildet hat. Denn die Zerfallsprodukte (vorgeschlagen wurde speziell Kohlensäure) würden ja schnell eine Art chemische Aura um das Holz herum erzeugen. Wieso aber ganz im Gegenteil gerade das Innere von Hölzern selektiv und stark bevorzugt mit SiO2 zugesetzt wurde, ist auf diese Weise nicht zu verstehen.
Hinzu kommt: Das organische Material des eingebetteten Holzes reicht bei weitem nicht aus, um einen Prozess der beschriebenen Art lange und stark genug anzutreiben. Sehr viel Holz müsste zerfallen, um genügend SiO2 abzuscheiden. Die Mengenverhältnisse von anfangs präsentem Holz und dem SiO2, das am Ende im schweren Kieselholzblock steckt, stimmen einfach nicht. Zudem wurde wiederholt festgestellt, dass im Kieselholz mitunter noch ziemlich intakte Zellverbände vorhanden sind. Man kann sie durch Ätzung wieder freilegen. Das bedeutet: Zumindest ein Großteil des organischen Materials wurde hier gar nicht verbraucht, sondern ist im harten, massiven Kieselholzkörper nach wie vor bewahrt.
Diese Beobachtung spricht zugleich gegen eine zweite häufig vorgebrachte Genese-Idee: die Vorstellung, es sei zu einer echten Pseudomorphose, d. h. zu einem Punkt-für-Punkt-Ersatz von Holzsubstanz durch SiO2 gekommen. Auch dieser Erklärungsansatz ist irrig, „a popular misconception“.
Absurd wäre auch die Vorstellung, SiO2-Lösungen würden zum eingebetteten Holz hinwandern, dort ihre Lösungsfracht absetzen, dann wieder wegfließen, wonach erneut SiO2-Lösung gezielt speziell zum Holz hinwandert, dort das gleiche vollzieht etc. Es gibt keinen plausiblen Grund, warum Lösungen in der Natur ein solch seltsames Verhalten entwickeln sollten. Es muss ein grundlegend anderer Mechanismus der Kieselholzgenese existieren.
Kieselhölzer entstehen, wenn sich in einem mit Porenlösungen durchtränkten geologischen Ablagerungsraum hohe Konzentrationen von gelöstem SiO2 in den Porenlösungen bilden. Das ist durch eine chemische Zersetzung von Tuff-Material möglich, aber auch durch andere Prozesse. In Lösungen mit solch hohen SiO2-Konzentrationen kristallisiert Quarz (die stabile Form des festen SiO2) nur sehr schlecht; das gilt bei „niedrigen Temperaturen“ (Details siehe unten). Statt des Quarzes entstehen hier metastabile Formen von festem SiO2. Sie sind in der Natur über lange Zeit existenzfähig, wandeln sich aber wegen ihrer zu hohen Energiegehalte schließlich doch in energieärmere Formen um („Reifung“). Die einzelnen metastabilen SiO2-Sorten sind unterschiedlich „reif“. Es gilt die Stabilitätsrangfolge:
Frisch gefälltes, weiches (Gel-ähnliches) SiO2 → Opal-A → Opal-CT → Chalcedon → Quarz. Diese Reifungsstufenfolge taucht auf der Erde in sehr verschiedenen Diagenese-Szenarien auf, sie ist also geologisch allgemein wichtig.
Die Löslichkeiten der genannten SiO2-Sorten spielen in der modernen physikalisch-chemischen Kieselholztheorie eine entscheidende Rolle. Die Reifungsabfolge geht unmittelbar mit einer Stufenfolge der SiO2-Löslichkeiten einher: Am löslichsten ist frisch gefälltes, Gel-ähnliches SiO2, etwas weniger löslich ist Opal-A, dann folgt Opal-CT, dann Chalcedon und schließlich der fehlerarm kristallisierte Quarz. Die SiO2-Löslichkeit am Anfang der Stufenfolge ist mehr als zehnmal so hoch wie die am Ende. In einem Porenlösungsnetz wird sich in der Nähe von Körnchen aus Opal-A daher tendenziell eine deutlich höhere SiO2-Konzentration einstellen als in der Nähe von z. B. Quarzkörnchen. Das ist ein zentraler Punkt zum Verständnis der Kieselholzgenese.
Der Ablauf im Einzelnen: Das Porenlösungsnetz durchzieht die Poren von Sedimenten und Tuffen, das durchfeuchtete Holz selbst, aber z. B. auch das Innere von mikroporös gewordenen erkalteten Laven, die in die Sedimentpakete einer Region eingeschaltet sein können. Ganze Pakete aus verschiedenem Material plus Holz sind in einem solchen geologischen System also großräumig „durchnässt“, d. h. von einem gemeinsamen Porenlösungsnetz durchzogen. Die lösungsgefüllten Poren selbst können dabei extrem fein sein, auch Haarrisse zählen dazu.
Im Porenlösungsnetz spielen sich die entscheidenden Prozesse der Wanderung von gelöstem SiO2 ab. Treten lokal erhöhte Werte an gelöstem SiO2 auf, so wandert dieses in Richtung hin zu Punkten mit niedrigeren Werten. Es handelt sich dabei um Diffusionsprozesse: Gelöstes SiO2 – es liegt vor allem in Form von kleinsten Molekülen mit der Formel Si(OH)4 vor – wandert innerhalb der Porenlösung. Letztere muss hierzu nicht bewegt werden. Sie wird in aller Regel auch nicht bewegt, sondern kapillar fixiert. Es muss keine Lösung als ganze fließen! Bei der Diffusion bewegen sich Einzelmoleküle – mitunter auch Ionen – in einer Lösung, die als solche unbewegt bleiben darf. Das Lösungsmittel Wasser muss also weder sickern noch frei fließen. Was diffundiert, sind die genannten Si(OH)4-Moleküle innerhalb des ruhenden Lösungsmittels.
Das SiO2 sammelt sich nach seiner Diffusions-Wanderung an Stellen im Porenlösungsnetz an, an denen festes SiO2 mit einem Reifungsvorsprung vorhanden ist. Das betreffende relativ reife Feststoffkörnchen nutzt das diffusiv zugewanderte SiO2 und wächst weiter, baut das hinzukommende SiO2 also in sich ein. Der Prozess ist selbstverstärkend: Punkte im Porenlösungsnetz, an denen sich aus physikalisch-chemischen Gründen oder sonstigen punktuell vorhandenen Ursachen schnell vergleichsweise reife SiO2-Abscheidungen bilden (reifere als an anderen Stellen), werden so zu Zentren der SiO2-Sammlung. Unreifere SiO2-Partikel werden dagegen tendenziell abgebaut: Ihr Material geht langsam wieder in Lösung. Man spricht von „Mobilisation und Akkumulation durch Reifung“.
Punkte inmitten der Hölzer sind solche Zentren der SiO2-Sammlung. Daraus erklärt es sich, dass Hölzer zwar in ihrem Inneren in harte, polierbar-kompakte Kieselholzkörper umgewandelt wurden, die Kieselhölzer aber locker in der umgebenden Sediment- oder Tuffmatrix liegen können. Sie sind heute dort leicht herausnehmbar. Der physikalisch-chemische Prozess führte also zur massiven SiO2-Sammlung inmitten des Holzkörpers, nicht jedoch zu einer SiO2-Ummantelung (siehe oben) oder gar zu einer großräumigen SiO2-Verkittung des gesamten umgebenden Materials. Das SiO2 hat sich ganz selektiv im Holz selbst gesammelt, in dessen Mikroporen. Das liegt daran, dass im Holzinneren die Reifung des festen SiO2 am besten vorankam, besser als in der umgebenden Gesteinsmatrix.
Bei der „Mobilisation und Akkumulation durch Reifung“ handelt es sich um ein geochemisches Prinzip von grundlegender Bedeutung, das erst vor wenigen Jahrzehnten entdeckt wurde. Im Grunde ist dieses Prinzip auf verschiedenste Materialien anwendbar, also sehr allgemein gültig: Es ist theoretisch nicht auf SiO2 beschränkt, sondern kann im Prinzip auch bei anderen Stoffen funktionieren. Besonders relevant ist es aber in petrogenetischen Systemen vom Typ „festes SiO2 plus wässrige Lösung“.
Im wichtigsten Fall, dem von SiO2, funktioniert der Transport- und Sammel-Mechanismus nur, wenn der stabilste Zustand „Quarz“ nicht überall im Porenlösungsnetz schnell erreicht wird. Daraus lässt sich eine obere Temperaturgrenze für das Funktionieren des Mechanismus ableiten. Kristallisiert nämlich Quarz überall sehr rasch, dann brechen die Konzentrationsgradienten im Lösungsnetz zusammen. Dann findet man überall die gleiche Si(OH)4-Konzentration: die niedrige Konzentration, die der Quarz-Löslichkeit entspricht. Die für den Diffusions-Transport von SiO2 zum Holz hin und tief ins Holz hinein erforderlichen Konzentrationsunterschiede verschwinden dann. Damit verschwindet auch die Diffusions-Triebkraft. Wo die Temperatur-Grenze liegt, ab der Quarz zu schnell kristallisiert, ist davon abhängig, welche sonstigen Substanzen noch in der Porenlösung vorkommen. Die Grenze ist aber in der Regel spätestens bei 180 °C erreicht. Bei höheren Temperaturen funktioniert der Prozess nicht mehr.
Aus all dem ergibt sich:
1.: Kieselhölzer brauchen zu ihrer Entstehung in der Natur relativ lange. Der Faktor Zeit spielt, da eine langandauernde SiO2-Metastabilität gegeben sein muss, eine grundlegende Rolle.
2.: Typische Kieselhölzer können nur im sedimentär-diagenetischen Druck-Temperatur-Bereich entstehen (dieser Bereich endet bei 180–200 °C).
Die Kieselholzgenese ist aus physikalisch-chemischer Sicht sehr eng verwandt mit der Entstehung von Feuersteinen, Achaten, Cherts, Silcretes und ähnlichem. Unmittelbar und augenfällig belegt wird dies zum Beispiel durch die Tatsache, dass Achate und Kieselhölzer oft direkt beieinander vorkommen. Manchmal haben sich Achate auch mitten in Kieselhölzern gebildet, wenn im Holz ein größerer freier Raum hierfür bereitlag.

## Verwendung
Die Fassade der Villa Knauer in Sachsen-Anhalt wurde aus verkieseltem fossilen Holz gefertigt, das als Abfallprodukt einer nahegelegenen Braunkohlengrube gewonnen wurde.